# Балашов, Иван Владимирович
Иван Владимирович Балашо́в (1887, Царское Село, Санкт-Петербургская губерния — 3 марта 1939, Коммунарка) — советский государственный деятель, член ВЦИК, руководитель Олонецкой губернии (председатель исполнительного комитета Олонецкого губернского совета).

## Биография
Родился в 1887 году в Царском Селе Санкт-Петербургской губернии. По национальности русский.
Член партии левых социалистов-революционеров, эсер-максималист.
В 1917 году — член исполкома Петроградского Совета рабочих и солдатских депутатов. Как член ВЦИК командирован в Петрозаводск для работы в составе Олонецкого губисполкома.
С июня по июль 1918 года — председатель исполнительного комитета Олонецкого губернского совета.
В 1919 году вступил в члены РКП(б).
В 1918 году занимал должности олонецкого губернского комиссара по врачебно-санитарным делам, председателя Олонецкого губернского трибунала, был общественным правозаступником при Олонецком трибунале, в 1919 году — первого заведующего Олонецким губернским отделением РОСТА.
В июне 1919 г. — командир разведгруппы на Олонецком фронте против белофиннов.
17 октября 1919 года был мобилизован губкомом РКП(б) на Южный фронт.
Служил начальником политотдела Кавказского фронта.
В дальнейшем — на советской работе. На посту начальника Росглавдревпрома был арестован 8 июля 1938 года по обвинению в руководстве контрреволюционной антисоветской организации эсеров.
Приговорен к расстрелу 2 марта 1939 года Военной коллегией Верховного суда СССР, расстрелян 3 марта 1939 года на полигоне «Коммунарка».
Реабилитирован 17 апреля 1956 года определением Военной коллегии Верховного Суда СССР.

## Статьи
- Балашов И. В. Письма моим друзьям (обращение к левым эсерам) // Олонецкая коммуна. 1919. 7 июня.